# (35209) 1994 PJ38
1994 PJ38 (asteroide 35209) é um asteroide da cintura principal. Possui uma excentricidade de 0.06676030 e uma inclinação de 8.34931º.
Este asteroide foi descoberto no dia 10 de agosto de 1994 por Eric Walter Elst em La Silla.